# Joseph D. Lichtenberg
Joseph D. Lichtenberg (Baltimore, Maryland, 1925. augusztus 29. – 2021. május 19.) amerikai pszichoanalitikus elméletalkotó, kutató és klinikus. A Psychoanalytic Incquiry szerkesztője volt, a Washington Psychoanalytic Institute oktatója, és magánpraxist folytatott.

## Munkássága
Kezdetben a szelfpszichológiából indult ki, és akárcsak Heinz Kohut az empátiát tartja a pszichológiai jelenségek fő megismerési módszerének. Később a modern csecsemőkutatások eredményeit alkalmazta a egy új motiváció-affektus elmélet kialakításában.
Szerinte a tevékenységünket öt motivációs erő mozdítja elő. Ezek:
1. a fiziológiai szükségletek pszichés szabályozásának igénye
2. kötődés és odatartozás igénye
3. kutatás – keresés és önérvényesítés igénye
4. visszahúzódással vagy ellenállással az averzív reagálás igénye
5. az érzéki örömök és a szexuális tevékenység igénye

A motiváció-rendszerek és az élettapasztalatok egymást kölcsönösen formálják. Minden motivációs rendszer rendelkezik egy affektus-céllal, ami kiegyenlítésre törekszik. Ezek az előbbi sorrendben:
1. öröm az élettani szükségletek kielégítése miatt
2. intimitás vágya és öröme
3. hatékonyság és kompetencia élmény
4. az ellentmondásos és konfrontatív helyzetben átélt kompetencia élmény vagy düh esetén erő és hatalomélmény,, veszély esetén félelem
5. erotikus öröm, feszültség vagy izgalom

Modellszcéna fogalma
Egyrészt terápiás fogalom: a páciens életében fontos események. Másrészt elméleti: fejlődésben kiemelkedő szelfélmények (önmagával/vagy másokkal kapcsolatban). Harmadrészt gyakorlati: jelentős korábbi vagy aktuális esemény.
A séma fogalma
A  szcénák szerveződésére utal (például a közelség igénye gyakori frusztrálása korai életkorban az averzív motivációs rendszert aktiválja, a gyerek esetleg megbántottság és düh érzéssel reagál). A terapeutának ezeket fel kell ismernie ahhoz, hogy megjósolhasson megérthessen és integrálhasson bizonyos mintázatokat, majd páciensével együtt kidolgozhassa őket. A páciens így megértheti, hogy milyen sajátos módon kapcsolja össze elvárásait érzelmi reagálással, esetleg olyan helyzetekben is, amikor mások közelségére vágyik. Ha a gyerekkori affektív séma leoldódik a konkrét szituációról könnyen generalizálódhat (érdeklődés-öröm kapcsolódik a düh-megbántottsághoz, és a közelség később undort vált ki).  
A pszichoterápiájában az érzelmekre összpontosít, akárcsak a fejlődésben a biztonság és affektív atmoszféra alapvető így a terápiában is elengedhetetlen, hogy valami megnyugtatót tudjon nyújtani a terapeuta ahhoz, hogy átmeneti szelf-tárgy-funkciót betöltse és ikerélményt nyújtson.
Affektusfelosztása
Specifikus érzések: többnyire helyzetfüggők. Öröm-bánat (tárgytalan), örvendezés-harag (tárgyas), elégedettség-irigység, bátorság-félelelem, büszkeség-szégyen, pihentség-fáradtság, erkölcsösség-bűntudat, magabiztosság-bizonytalanság, hatékonyság-haszontalanság.
Tartós hangulat vagy kedély: hosszabban tart mint a specifikus érzés, lehet jellembeli adottság is.
Intenzív affektusállapot: az érzések annyira dominálnak, hogy a problémamegoldó képesség megbénul
Az érzések előjele lehet pozitív, semleges vagy negatív.
A terápiás cél nemcsak az érzések megkülönböztetése, megértése, hanem az öt motivációs-rendszer szerveződésének kutatása. Az affektusok alapvető jelentőségűek, mert kommunikatív funkciókkal bírnak mind kifelé, mind befelé. Újra meg kell tanulni a saját és mások érzéseivel olvasni. Fel kell fedni az általánosított sémákat, amelyek a hasonló események ismétlődő élményei képzik. Meg kell vizsgálni hogy a szóban forgó élmények bírnak-e motivációs jelentőséggel. Az így beazonosított modellszcénákat újra kell szervezni, és ez az egyén szelférzetét és másokkal való viszonyát is megváltoztatja.